# معهد هنري بوانكاريه
معهد هنري بوانكاريه (IHP) هو معهد لأبحاث الرياضيات جزء من جامعة السوربون، بالتعاون مع المركز الوطني للبحث العلمي (CNRS). يقع في الدائرة الخامسة في باريس، على جبل سانت جُنْفْيِيف [الإنجليزية].